# Ang Choulean
 (février 2021).
Si vous disposez d'ouvrages ou d'articles de référence ou si vous connaissez des sites web de qualité traitant du thème abordé ici, merci de compléter l'article en donnant les références utiles à sa vérifiabilité et en les liant à la section « Notes et références ».
Ang Choulean (Khmer: អាំង ជូលាន) (né le 1er janvier 1949 à Kompong Kleang, Siem Reap) est un anthropologue cambodgien.

## Biographie
Professeur d'anthropologie historique à l'Université royale des Beaux-Arts et ancien directeur du département de culture de l'APSARA, l'autorité de gestion cambodgienne chargée de la protection du parc archéologique d'Angkor.
Diplômé de la faculté d'archéologie du Cambodge en 1974, il obtient un doctorat en anthropologie en France en 1982.

## Distinctions
- Ang Choulean a remporté le prix de la culture asiatique de Fukuoka du Japon en 2011.